# Partido Comunista das Filipinas
O Partido Comunista das Filipinas ( em filipino:  Partido Komunista ng Pilipinas, abreviadamente PKP, ou Lapiang Kalama ng Sangkapilipinuhan ) é uma organização revolucionária marxista-leninista-maoista e partido comunista nas Filipinas, formada por Jose Maria Sison em 26 de dezembro de 1968. É designado como grupo terrorista pelo Departamento de Estado dos Estados Unidos através da Ordem Executiva nº 13224, como foram Sison e o Novo Exército Popular (NPA)  em 2002. A União Europeia, através da Decisão do Conselho (CSFP) 2019/1341, renovou a designação de terrorista do CPP-NPA em 2019, embora o segundo mais alto tribunal da União Europeia tenha decidido em setembro de 2009 excluir Sison como uma "pessoa apoiando o terrorismo" e reverteu a decisão dos governos membros de congelar bens. De acordo com o World Factbook da Agência Central de Inteligência dos EUA (CIA), o CPP e seu braço armado, a guerrilha NPA, pretende desestabilizar a economia das Filipinas e derrubar o governo nacional.
O atual presidente filipino e ex-aluno de Sison Rodrigo Duterte também declarou o grupo uma organização terrorista em dezembro de 2017 através da Proclamação nº 374, embora o CPP-NPA ainda não tenha sido legalmente declarado como grupo terrorista pelos tribunais filipinos.
O CPP tem travado uma guerra de guerrilha contra o Estado desde a sua criação. Embora contasse inicialmente com cerca de 500 militantes, o partido cresceu rapidamente, supostamente devido à declaração e imposição da lei marcial pelo ex-presidente e ditador Ferdinand Marcos durante seus 21 anos de governo. Até o final do governo de Marcos no país, o número de combatentes havia se expandido para quase 10.000. Em um discurso perante o Congresso dos EUA em 1986, o sucessor de Marcos, Corazon Aquino, credenciou o rápido crescimento do partido como sendo causado pelas tentativas de Marcos de sufocá-lo com os "meios pelos quais ele cresce" com o estabelecimento da lei marcial, sugerindo que outros governos vê-lo como uma lição ao lidar com insurgências comunistas.
Em 2019, Sison afirmou que o número de seus membros e apoiadores está crescendo, apesar das alegações do governo filipino de que a organização está perto de ser destruída. A organização continua sendo uma operação clandestina, com seus principais objetivos sendo derrubar o Estado filipino por meio de uma revolução armada e remover a influência dos EUA sobre as Filipinas. Consiste na Frente Democrática Nacional, uma coalizão de outras organizações revolucionárias nas Filipinas com objetivos alinhados; o Kabataang Makabayan, que serve como ala juvenil; e o Novo Exército Popular, que serve como seu braço armado.
Atualmente, o CPP é a maior formação revolucionária marxista, leninista e maoísta do mundo, com cerca de 150.000 membros, como afirmam seus quadros e funcionários.

## História
O Partido Comunista das Filipinas (CPP) foi restabelecido em 26 de dezembro de 1968, coincidindo com o 75º aniversário de Mao Zedong, presidente do Partido Comunista da China .
Amado Guerrero, então membro do comitê central do Partido Komunista ng Pilipinas ou PKP-1930, liderou o restabelecimento do partido a partir de uma cisão com a organização anterior. José Maria Sison, supostamente o homem por trás do nom de guerre Amado Guerrero, confirmou seu nascimento em Barangay Dulacac na tríplice fronteira de Alaminos, Bani e Mabini na província de Pangasinan . Foi aqui que se realizou o "Congresso de Restabelecimento" do CPP, em 26 de dezembro de 1968, em uma cabana perto da casa dos Navarettes, sogros de Arthur Garcia, um dos fundadores do CPP.
José Maria Sison é a figura central por trás do CPP e sua formação. Segundo documentos do Partido, na década de 1960, ocorreu no país uma agitação massiva de esquerda chamada Tempestade do Primeiro Trimestre para protestar contra as políticas governamentais, suborno e corrupção e declínio da economia durante a presidência de Ferdinand Marcos . A agitação também foi inspirada pela Grande Revolução Cultural Proletária, a Guerra do Vietnã e outras lutas revolucionárias no exterior contra a agressão imperialista dos Estados Unidos . Um dos líderes desse movimento de esquerda foi o próprio José Maria Sison, fundador do Kabataang Makabayan . Ele logo foi recrutado para ser membro do Partido Komunista ng Pilipinas (PKP-1930). Durante esse tempo, os novos membros do PKP, independente dos membros titulares do PKP, realizavam uma educação teórica e política clandestina sobre o marxismo-leninismo, com atenção especial dedicada às classes trabalhadora e camponesa, bem como os jovens. Isso acabaria levando a uma divisão significativa entre os membros do PKP. Os novos membros defendiam a retomada do que consideravam a revolução armada inacabada contra a dominação estrangeira e semi-feudal, referindo-se ao legado e à continuação de fato da Guerra Filipino-Americana de 1899, combatendo o que viam como subjetivismo e o oportunismo na história do antigo partido e se opondo ao revisionismo moderno então promovido pela União Soviética .  Esta ideologia foi a base para a separação do PKP-1930, a criação do CPP, e o subsequente "Congresso de Restabelecimento".

### Congresso de Restabelecimento
Diferenças irreconciliáveis ocorreram entre os novos membros do partido com a liderança do PKP sob José Lava . Sison, foi encarregado pelo PKP de realizar uma revisão do histórico do partido.
No entanto, em seu relatório, os líderes do PKP liderados por Jesus Lava discordaram das conclusões de Sison que apontava certos erros do PKP que causaram a destruição quase total do movimento revolucionário na década de 1950. Uma forte divisão e luta desenvolvida entre eles em questões ideológicas e políticas, Sison e seu grupo defendiam o restabelecimento do partido depois que ele e seus colegas saíram do PKP. Jesus Lava, o secretário-geral do PKP, foi rotulado de "revisionista contra-revolucionário", e os novos líderes também atacaram o que chamaram de "a camarilha gangster" de Pedro Taruc-Sumulong no exército dos velhos do Hukbong Mapagpalaya ng Bayan (HMB ), remanescente do Hukbalahap no centro de Luzon. 
O Partido emitiu o documento de retificação, "Retificar os Erros e Reconstruir o Partido", e promulgou o Programa para uma Revolução Democrática Popular e a nova Constituição do Partido em seu Congresso de Restabelecimento. A divisão entre os dois partidos fica clara no contexto da Ruptura sino-soviética, durante a qual o PKP apoiou o Partido Comunista da União Soviética, considerado revisionista pelo CPP, que apoiava o Partido Comunista da China de Mao Zedong.
O restabelecimento foi centrado em uma crítica abrangente e profunda e no repúdio do chamado revisionismo moderno e da liderança dos Lavas em Manila, bem como do grupo Taruc-Sumulong.
O congresso do partido contou com a presença de 12 membros: José Maria Sison, Monico Atienza, Rey Casipe, Leoncio Co, Manuel Collantes, Arthur Garcia, Herminihildo Garcia, Ruben Guevara, Art Pangilinan, Nilo Tayag, Fernando Tayag em Ibarra Tubianosa. José Luneta foi contado como o 13º membro. Ele foi eleito no Comitê Central à revelia, uma vez que ainda estava na China.

### Guerra Popular
Logo após seu restabelecimento, o Partido se uniu aos demais quadros e comandantes do HMB e os engajou em estudos ideológicos e políticos, trabalho de massa e treinamento político-militar. Em 29 de março de 1969, o Novo Exército Popular, braço armado do partido, foi estabelecido, e em 24 de abril de 1973 foi a vez da Frente Nacional Democrática.
Posteriormente, o CPP lançou a “guerra popular prolongada”, uma linha estratégica desenvolvida por Mao Zedong durante a fase de guerrilha do Partido Comunista Chinês . O objetivo final é instalar um "governo revolucionário popular" por meio de uma revolução em duas etapas: a Revolução Nacional Democrática, na qual se estabelece una Nova Democracia seguida de uma Revolução Socialista.
O restabelecimento foi considerado pelo partido como o Primeiro Grande Movimento de Retificação, criticando os erros do antigo PKP. O CPP adere ao marxismo-leninismo-maoísmo como sua ideologia orientadora ao analisar e resumir a experiência do partido e sua aplicação criativa às condições concretas nas Filipinas na luta contra o imperialismo, o feudalismo e o capitalismo burocrático dos EUA. Em semelhança com outras organizações maoistas, considera o maoísmo como o mais alto desenvolvimento do marxismo-leninismo.
Considera a sociedade filipina como semicolonial e semifeudal, o caráter da presente revolução como "nacional-democrata do novo tipo" (uma revolução burguesa liderada pelo proletariado, de acordo com as teses maoístas).
Apesar das prisões de membros do Comitê Central do PCC em 1973, 1974, 1976 e 1977, as organizações regionais do Partido, outrora esqueléticas, ganharam corpo e força com o crescimento do movimento revolucionário armado e da clandestinidade urbana.

### Segundo Grande Movimento de Retificação
No 10º plenário do CPP, o partido se engajou em um “segundo movimento de retificação” que pretendia revisar e corrigir erros que causaram estragos no movimento revolucionário por mais de uma década desde sua fundação em 1968.
Armando Liwanag, presidente do CPP, emitiu um documento chamado "Reafirmar Nossos Princípios Básicos e Levar a Revolução a Frente" que repudiava os desvios de quadros dirigentes do partido no país que afirmava haverem resultado nos mais graves retrocessos e destruição do Partido e do movimento revolucionário em escala nacional.
O documento afirma que essas políticas errôneas "causaram retrocessos através de um processo de autoconstrição e infligiram perdas sem precedentes na força do Partido e do exército popular e reduções brutas da base de massa".
As críticas e debates que se seguiram entre os quadros dirigentes do partido resultaram na expulsão dos defensores do "oportunismo de esquerda e direita", formando notadamente as chamadas facções "rejeicionistas" e "reafirmistas".
Os rejeicionistas adotaram as linhas de "contra-ofensiva estratégica", "regularização" e combinaram aventureirismo militar com insurreição a partir de 1980, que se sobrepuseram aos reafirmadores que defendem o método revolucionário "correto" da guerra popular.
O movimento de retificação visava derrotar a "linha errada" de maneira abrangente e completa e fortalecer o partido ideológica, política e organizacionalmente. Assim, o movimento de retificação entrou em vigor em 1992, especialmente depois que o Plenário do Comitê Central aprovou os documentos de retificação.

#### Cisões e divisões
Nem todos os quadros do CPP obedeceram ao documento "Reafirmar", escrito por Liwanag. Aqueles que afirmaram a ortodoxia maoísta foram chamados de "Reafirmistas", ou RA, enquanto aqueles que rejeitaram o documento foram chamados de "Rejeicionistas" ou RJ.

Dentro de alguns meses, várias das formações e escritórios regionais do Partido seguiram o exemplo: Mindanau Central, Mindanao Ocidental, Negros e Visayas Centrais, o pessoal da Comissão de Visayas (VisCom) e unidades do Novo Exército Popular sob seu controle, o Secretariado Nacional Camponês, o United Comissão da Frente e o Home Bureau e o comitê da Europa Ocidental.
O VisCom e os comitês regionais Central e Ocidental de Mindanao mais tarde se fundirão para formar o Partido Rebolusyonaryong Manggagawa – Pilipinas (RPM-P) em 1998. No entanto, os quadros baseados em Mindanao mais tarde deixaram o RPM-P após um debate sobre a assinatura do RPM-P de um pacto de paz com o governo então liderado por Joseph Estrada . Esses quadros então formaram o Partido Rebolusyonaryong ng Manggagawa – Mindanao (RPM-M), que se juntou à Quarta Internacional em 2003.
A facção KRMR liderada por Filemon Lagman foi anteriormente expulsa do RPM-P devido à sua atitude "liquidacionista" e recusa em ajudar nos preparativos e funções do Partido. Ele então formará o Partido ng Manggagawang Pilipino (PMP), mas seus associados mais próximos, liderados por Sonny Melencio, formaram o partido político legal Sosyalistang Partido ng Paggawa (SPP) em 1998.
Os quadros da Comissão da Frente Unida formaram o Partido Proletaryo Demokratiko (PPD) que se fundirá com o PMP de Lagman e o SPP de Melencio para dar origem ao Partido ng Manggagawang Pilipino-Pinagsanib (PMP-Pinagsanib). Mas em 2007, outra divisão relatada ocorreu devido ao racha entre os apoiadores de Lagman e Melencio.
Em 1997, vários quadros do comitê central de Luzon foram acusados de semear o faccionalismo e a "civilidade" das unidades do NPA. Esses quadros anteriormente apoiaram o documento "Reafirmar" do presidente do CPP, Armando Liwanag, e tentariam apelar pelo apoio do presidente. O apoio esperado não se concretizou, porém, e os quadros formaram o Partido Marxista-Leninista das Filipinas (MLPP) e organizaram o braço armado Rebolusyonaryong Hukbo ng Bayan (RHB). O MLPP-RHB mantém o quadro nacional-democrático de análise social do CPP, embora ligeiramente modificado. Eles também mantêm a estratégia da guerra popular, mas são mais semelhantes às estratégias revolucionárias vietnamitas e nepalesas.

## Designação como organização terrorista
Em dezembro de 2017, o presidente Rodrigo Duterte emitiu uma proclamação declarando o Partido Comunista das Filipinas (CPP) e seu braço armado, o Novo Exército Popular (NPA), como organizações terroristas. A proclamação foi feita de acordo com a Lei de Segurança Humana e a Lei de Prevenção e Repressão ao Financiamento do Terrorismo.
Historicamente, o CPP-NPA foi considerado uma "conspiração organizada" pelo governo filipino. O rótulo foi colocado no antecessor do CPP, o Partido Komunista ng Pilipinas-1930 e seu grupo armado Hukbalahap em 20 de junho de 1957 através da Lei Anti Subversão ou Lei da República nº 1700. A lei cobria quaisquer organizações sucessivas do PKP-1930 e do Hukbalahap, que inclui o CPP-NPA. Ser membro de grupos abrangidos pela lei é considerado ilegal. Em outubro de 1992, Fidel Ramos assinou uma lei revogando a lei anti-subversão.
Os Estados Unidos e a União Européia designaram o CPP-NPA como "organizações terroristas estrangeiras" em 2002 e 2005, respectivamente.

## Declarações de persona non grata contra o CPP-NPA-NDF
Em 11 de dezembro de 2020, o Departamento do Interior e Governo Local disse que 1.546 ou 90,1% do total de 1.715 Unidades de Governo Local (LGUs) em todo o país declararam o CPP-NPA-NDF persona non grata . Destas 1.546 LGUs, 64 são províncias, 110 são cidades, 1.372 são municípios, estando as restantes 169 LGUs em várias fases de deliberação nos seus respectivos conselhos provinciais, municipais e municipais. Cerca de 12.474 barangays em todo o país também declararam o CPP-NPA-NDF indesejável em seus territórios. Seis das 17 regiões do país atingiram uma declaração de 100 por cento de persona non grata ao CPP-NPA-NDF, que são Luzon Central, Visayas Central, Península de Zamboanga, Mimaropa e Região Administrativa da Cordilheira .
O CPP-NPA respondeu alegando que as declarações não representam a vontade do povo filipino e acusou a DILG e a AFP de ameaçar de prisão as LGUs e líderes locais e não dar aos seus governos os fundos necessários.

## Relações Internacionais
Participou na Conferência Internacional Maoista de Partidos e Organizações Marxistas-Leninistas durante sua existência. Ele dirige a ampla organização da frente revolucionária, a Frente Democrática Nacional .
As relações com a República Popular da China (RPC) supostamente “foram cortadas desde a década de 1980”, embora os sistemas de apoio clandestinos chineses à rebelião tenham surgido de tempos em tempos.  A principal linha de apoiantes chineses cortou oficialmente os laços com o partido desde 2000, já que o uso econômico do partido para os chineses não era mais relevante, pois os membros do partido foram reduzidos significativamente.
O CPP participa da heterogênea Coordenadora Internacional de Partidos e Organizações Revolucionárias (ICOR), juntamente com outros partidos comunistas marxistas-leninistas-maoístas, como o Partido Comunista da Turquia/Marxista-Leninista.

## Ideologia
O Partido Comunista das Filipinas, que promove o marxismo-leninismo-maoísmo (MLM), é um partido proletário revolucionário que analisa os legados de rebeliões e revoluções filipinas do passado a partir da perspectiva das teorias de Karl Marx, Friedrich Engels, Vladimir Lenin, Joseph Stalin e Mao Zedong. Auxilia o progresso da teoria e da prática na revolução proletária mundial que é guiada pelo marxismo-leninismo-maoísmo.

## Proclamação de anistia
Em 5 de setembro de 2007, a presidente Gloria Macapagal Arroyo assinou a Proclamação de Anistia 1377 para membros do Partido Comunista das Filipinas e seu braço armado, o Novo Exército Popular (NPA); outros grupos rebeldes comunistas; e sua organização guarda-chuva, a Frente Democrática Nacional . A anistia abrangerá o crime de rebelião e todos os outros crimes " em perseguição de convicções políticas ", mas não inclui crimes contra a castidade, estupro, tortura, sequestro por resgate, uso e tráfico de drogas ilícitas e outros crimes para fins pessoais e violações de direitos lei ou convenção internacional e protocolos “ mesmo que alegadamente tenham sido cometidos em busca de crenças políticas ”. O Comitê Nacional de Integração Social (NCSI) emitirá um Certificado de Anistia para os candidatos qualificados. As regras e regulamentos de implementação estão sendo elaborados e o decreto será submetido ao Senado das Filipinas e à Câmara dos Representantes das Filipinas para sua aprovação. A proclamação só entra em vigor após a aprovação do Congresso.

## Plano de cinco anos
Em 2009, a liderança do CPP, em sua declaração de 41º aniversário, afirmou um avanço na luta revolucionária e elogiou suas forças por fazer um grande avanço na guerra popular por uma nova democracia. Declarou sua determinação de se esforçar nos próximos cinco anos para fazer o grande avanço da fase de defesa estratégica para o impasse estratégico, cumprindo todos os requisitos e sem pular nenhuma fase necessária.
Também previu que um governo revolucionário venceria a revolução derrubando o atual governo filipino e estabelecendo um novo estado liderado pelos maoístas em dez anos.
Referindo-se à doutrina militar maoísta, o NPA liderado pelo CPP adere às três fases progressivas da guerra prolongada – defensiva estratégica, impasse estratégico e ofensiva estratégica.
De acordo com os cálculos do CPP no comunicado, eles consideraram que a revolução atual está em uma sub-fase avançada de defesa estratégica.

## Publicações
- Ang Bayan (O Povo) - publicação nacional do Comitê Central do Partido Comunista das Filipinas
- Rebolusyon (Revolution) - Jornal teórico do Comitê Central do Partido Comunista das Filipinas
- Balita ng Malayang Pilipinas (Free Philippines News Service) – agência de notícias do Partido Comunista e da Frente Democrática Nacional
- Libertação - publicação oficial da Frente Nacional Democrática das Filipinas
- Ang Kalihukan (O Movimento) – Publicação da Frente Democrática Nacional no Norte de Mindanao
- Baringkuas (Revolta) - jornal revolucionário do povo de Cagayan Valley
- Kahilwayan (Liberação) - jornal oficial do Kabataang Makabayan- Iloilo
- Kalatas (Mensagem) - Jornal oficial do povo revolucionário do Sul Tagalog
- Kalayaan (Liberdade) - Jornal oficial do Kabataang Makabayan
- Daba-daba (Chama) - jornal de massa revolucionário em Panay
- Dangadang (Struggle) - jornal revolucionário do povo do noroeste de Luzon
- Himagsik (Revolta) - jornal revolucionário do povo de Central Luzon
- Larab (Flame) - jornal de massa revolucionário em Visayas orientais
- Lingkawas (Libertação) - Publicação do Partido Comunista das Filipinas no nordeste de Mindanao
- Liyab (Flame) – Publicação Oficial da KAGUMA
- Malayang Pilipina (Filipina Liberada) – Publicação Oficial de MAKIBAKA
- Paghimakas (Luta) - Jornal do Partido Comunista das Filipinas na ilha de Negros
- Pakigbisog (Luta) - Publicação do povo revolucionário de Visayas Central
- Pasa Bilis (Courier) – Publicado pela Frente Democrática Nacional – Southern Mindanao
- Pilipinas (Filipinas) – Jornal revolucionário dos Cristãos pela Libertação Nacional (membro da NDF representando padres e religiosos)
- Silyab (Spark) – Publicado pelo Partido Comunista das Filipinas-Novo Exército Popular em Bicol
- Asdang (Advance) – Publicado pela Frente Democrática Nacional – Extremo Sul Mindanao